# فيكتور ورسلي
فيكتور ورسلي (بالإنجليزية: Victor Worsley)‏ هو لاعب كرة قدم أمريكية أمريكي، ولد في 24 أبريل 1984 في Battleboro, North Carolina ‏ في الولايات المتحدة.

## وصلات خارجية
- فيكتور ورسلي على موقع مرجع كرة القدم المحترفة.كوم (الإنجليزية)